# Elise Bouwens
Elise Bouwens (ur. 16 marca 1991 w Waardenburg) – holenderska pływaczka, specjalizująca się w stylu dowolnym.
W 2013 roku wywalczyła brązowy medal mistrzostw świata w Barcelonie w sztafecie 4 × 100 m stylem dowolnym.